# Graham Purvis
Graham Herbert Purvis (Waihi, 12 ottobre 1961) è un ex rugbista a 15 e allenatore di rugby a 15 neozelandese, già pilone per Waikato e internazionale per gli All Blacks alla Coppa del Mondo di rugby 1991.

## Biografia
Proveniente dalla federazione rugbistica di Thames Valley, con la quale esordì nel campionato nazionale provinciale nel 1983, già dall'anno successivo fu a Waikato, formazione nella quale spese gran parte della sua carriera in patria.
Con tale formazione si aggiudicò il campionato nazionale nel 1992 e grazie a essa si mise in luce a livello internazionale: nel 1991, infatti, era stato incluso nella rosa degli All Blacks alla Coppa del Mondo in Inghilterra, esordendo in maglia nera a Gloucester contro gli Stati Uniti.
A parte quello d'esordio, la carriera internazionale di Purvis registra solo un altro test match con gli All Blacks, nel 1993 contro Samoa.
Trascorse le interstagioni in Europa, dapprima nel campionato francese poi in quello irlandese, nell'Highfield, formazione di Cork, della quale fu anche allenatore.
Dopo diverse esperienze di allenatore sia in Europa che in Nuova Zelanda, dal 2012 è team manager degli Highlanders in Super Rugby.

## Palmarès
- National Provincial Championship: 1
Waikato: 1992